# Боји
Боји (латински: Boii) су били, претпоставља се, моћно племе у средњој Европи. Живели су на територији данашње Чешке, Словачке, Аустрије и Мађарске, те даље до Балкана и северне Италије.

## Порекло и деоба
Порекло имена Боја није тачно познато. Поред келтског назива за ратника постоји и могућност да име води од власника стоке (од индогерманског gwowjeh³s). Утврђени називи су Бојорикс („краљ Боја”) и Бојодурум (данашњи Пасау у Аустрији). Име се можда сачуавало у називима Бохемије (бојо-хемум — „дом(овина) Боја”) и Баварске (латински: Baiuvarii, на германском, baio-warioz, у којем је први део германска варијанта за Боје, док други део значи „становник”). Можда постоји исто веза са земљом Бојком, прапостојбином старих Срба по византијском цару Константину VII Порфирогениту.
За првобитну насеобину Боја сматра се троугао Рајне, Мајне и Дунава. У 4. веку п. н. е. Боји су се поделили у две групе, од којих је једна кренула у северну Италију а друга правац Бохемија (Боихахемум). Један разлог за сеобе Боја биле су можда германске сеобе у ранију њихову земљу. Поједини историчари сматрају да је деоба Боја настала у Бохемији или на путу њој.

## Италијански Боји
Боји у Италији брзо су се измешали са Етрурцима и Умбрима. Преузели су етрурско насеље Фелсина и подигли своје главно насеље Бононија (данас Болоња). Због уског простора келтских племена у северној Италији и вишка земље које су имали Етрурци, који и поред тог вишка нису хтели да препусте територије Бојима, дошло је до ратовања. Етрурци су добили подршку Римљана с којима су иначе били у непријатељском односу. У једној прилици, 390. или 387. године п. н. е, Боји су опсели етрурски град Клузиј. Римљани су послали своје посланике који је требало да издејствују мирни прекид опсаде, али су се римски емисари убрзо упустили у борбу на страни житеља Клузуја. Штавише, један од римских посланика је погубио једног од њихових поглавара. Испровоцирани због римског мешања и убиства једног од својих вођа, Боји су послали делегацију у Рим и захетвали изручење убице — римског посланика, што су Римљани одбили. Тако је дошло до Бреновог похода и освајања Рима у 4. веку п. н. е. од стране Сенона и можда једног дела Боја, Инсубра и Лингона. После тога Боји су населили територије северно од Апенина и јужно од Поа све до поделе Поа на три тока, и измешали су се са Етрурцима. Пронађени су тзв. кнежевски гробови са етрурским оклопима и келтским оружјем. Културна нивелација деловала је и на Лигуре и друга келтска и словенска племена, док ексемплари новог културног стила пронађени у Бохемији говоре о даљој вези италских и боемских Боја.
Уништавање Сенона био је налог за остала келтска племена да покрену заједнички напад на Рим, који се завршио катастрофалном поразу келтске коалиције у бици код Теламона 225. п. н. е. (40.000 страдалих, 10.000 заробљених Келта). Након тога освојене су територије Боја и келтских племена, један део прибегао је својим саплеменицима у средњој Европи. Преостали су шест година после катастрофе код Теламона подигли устанак против Римљана, када је Ханибал војевао по Италији. Када је Ханибал морао да се врати за Картагину, Боји су коначно поражени и покорени од Римљана. Тиме престаје историја Боја као независног племена у северној Италији и почиње период њихове романизације.

## Чешки Боји
Чешка група Боја ширила се к Норишком краљевству, Панонији и Галији. У својим ранијим насељавањима, Боје су у 1. веку п. н. е. потиснули Маркомани и Дачани. Део Боја који је остао, асимиловао се са Маркоманима и Дачанима.
У Чешкој, Боји су се проширили до јужне Пољске и јужне Шлезије, где су их у 3. и 4. веку потиснули германски Вандали. На истоку, стигли су до данашње Румуније где су их зауставили Трачани. У западној Мађарској и источној Аустрији Боји су под Бојориксу, краљу Кимбра који је вероватно владао и над Бојима те земље, потиснути од Дачана у време краља Буребисте (82—44. године п. н. е.) који их је победио у ратовима. У својим земљама у северној Аустрији борили су се успешно против Кимбра, Тевтонаца и Амброна.
Цезар је писао да су Боји, пре него што су се са 32.000 људи прикључили Хелветима, вршили опсаду Нореје. У боју код Бибракте, побеђене Боје Цезар је преселио око Горгобине у Галији. У току алпског похода Августовог војсковође и будућег наследника Тиберија 16. године п. н. е. Боји се помињу као једно од 45 покорених племена рецијског дела данашње Баварске. Класична наука говори да име Баварске води од Боја, једна директна етногенеза Боја и Бајувара сматра се мање вероватно.